# Melis Mutluç
Melis Mutluç (* 29. März 2003 in Istanbul) ist eine türkische Schauspielerin.

## Biografie
Mutluç wurde am 29. März 2003 in Istanbul geboren. Sie studierte an der Universität Istanbul. Große Aufmerksamkeit erregte Mutluç im Alter von dreieinhalb Jahren beim Tekirdağ-Kirschfest, wo sie vor 50.000 Menschen die 10 Strophen des İstiklâl Marşı rezitierte. Ihr Debüt gab sie 2008 in der Fernsehserie Yol Arkadaşım. Anschließend bekam sie 2010 in der Serie Cuma'ya Kalsa eine Hauptrolle.
Im selben Jahr trat sie in Kavak Yelleri auf. 2012 wurde sie für die Serie Das osmanische Imperium – Harem: Der Weg zur Macht gecastet. Unter anderem spielte Mutluç 2013 in dem Film Benim Dünyam mit. Von 2013 bis 2015 war Mutliç in Aramızda Kalsın zu sehen.

## Filmografie
Filme
- 2012: Suçlu Taraf
- 2013: Benim Dünyam

Serien
- 2008: Yol Arkadaşım
- 2008: Bu Kalp Seni Unutur mu?
- 2010: Cuma'ya Kalsa
- 2010: Kavak Yelleri
- 2011: Canan
- 2012: Das osmanische Imperium – Harem: Der Weg zur Macht
- 2013–2015: Aramızda Kalsın